# Puchar Liechtensteinu w piłce nożnej (2024/2025)
Puchar Liechtensteinu 2024/2025 – 80. edycja rozgrywek, mających na celu wyłonienie zdobywcy pucharu Liechtensteinu, który uzyska tym samym prawo gry w kwalifikacjach Ligi Konferencji 2025/2026.
Trofeum obronił FC Vaduz.

## Format rozgrywek
Turniej składał się z pięciu etapów:
- runda kwalifikacyjna;
- 1/8 finału;
- ćwierćfinał;
- półfinał;
- finał[1].

Wszystkie mecze rozgrywano w systemie pucharowym – jeden mecz decydował o awansie. W przypadku remisu zarządzano dogrywkę, a następnie rzuty karne.

## Runda eliminacyjna
| Drużyna 1        | Wynik            | Drużyna 2        |
| 14 sierpnia 2024 | 14 sierpnia 2024 | 14 sierpnia 2024 |
| ---------------- | ---------------- | ---------------- |
| FC Balzers III   | 2:6              | FC Vaduz III     |

## 1/8 finału
| Drużyna 1             | Wynik           | Drużyna 2         |
| 4 września 2024       | 4 września 2024 | 4 września 2024   |
| --------------------- | --------------- | ----------------- |
| FC Ruggell II         | 2–1             | FC Schaan         |
| 10 września 2024      |                 |                   |
| FC Vaduz III          | 0–8             | FC Ruggell        |
| 17 września 2024      |                 |                   |
| FC Triesen            | 0–13            | FC Vaduz          |
| USV Eschen/Mauren II  | 3-0             | FC Schaan II      |
| FC Balzers II         | 0–5             | FC Vaduz II       |
| FC Triesenberg II     | 3–2             | FC Triesen II     |
| 18 września 2024      |                 |                   |
| FC Triesenberg        | 0-4             | USV Eschen/Mauren |
| USV Eschen/Mauren III | 1–6             | FC Balzers        |

## Ćwierćfinał
| Drużyna 1            | Wynik                | Drużyna 2            |
| 16 października 2024 | 16 października 2024 | 16 października 2024 |
| -------------------- | -------------------- | -------------------- |
| FC Triesenberg II    | 0-10                 | FC Vaduz             |
| 29 października 2024 |                      |                      |
| FC Ruggell II        | 3-1                  | USV Eschen/Mauren II |
| 30 października 2024 |                      |                      |
| FC Vaduz II          | 0–2 pd.              | USV Eschen/Mauren    |
| FC Ruggell           | 1–2 pd.              | FC Balzers           |

## Półfinał
| Drużyna 1         | Wynik           | Drużyna 2       |
| 9 kwietnia 2025   | 9 kwietnia 2025 | 9 kwietnia 2025 |
| ----------------- | --------------- | --------------- |
| FC Ruggell II     | 0-15            | FC Balzers      |
| 23 kwietnia 2025  |                 |                 |
| USV Eschen/Mauren | 3-7             | FC Vaduz        |

## Finał
Finał rozegrano 20 maja 2025 roku. FC Vaduz zwyciężył w finale 3:2 zdobywając swój 51. tytuł w historii turnieju
| 20 maja 2025 | FC Balzers | 2:3   | FC Vaduz |  |
| 19:00        |            | (1:0) |          |  |

## Nagroda i kwalifikacja
Zwycięzca turnieju – FC Vaduz – uzyskał prawo gry w pierwszej rundzie eliminacyjnej Ligi Konferencji UEFA 2025/2026 reprezentując Liechtenstein na arenie międzynarodowej.